# 土居通夫

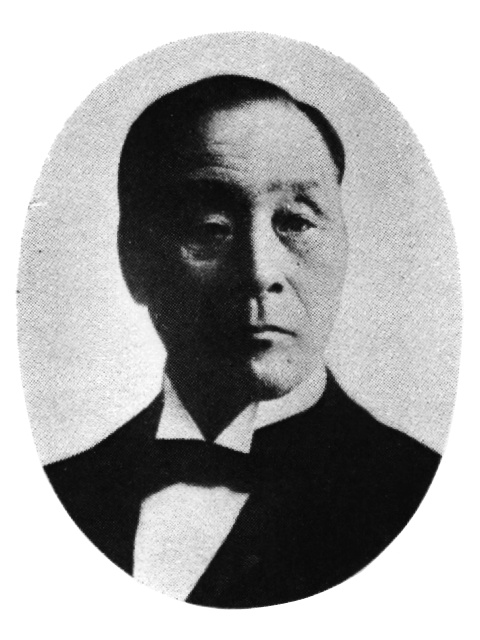
土居通夫

土居 通夫（どい みちお、1837年5月25日（天保8年4月21日） - 1917年（大正6年）9月9日）は、幕末の宇和島藩士、明治時代の実業家、大阪財界指導者、衆議院議員。関西法律学校名誉校員。大阪市の本邸跡は日本銀行大阪支店になっている。

## 略歴

### 宇和島藩時代

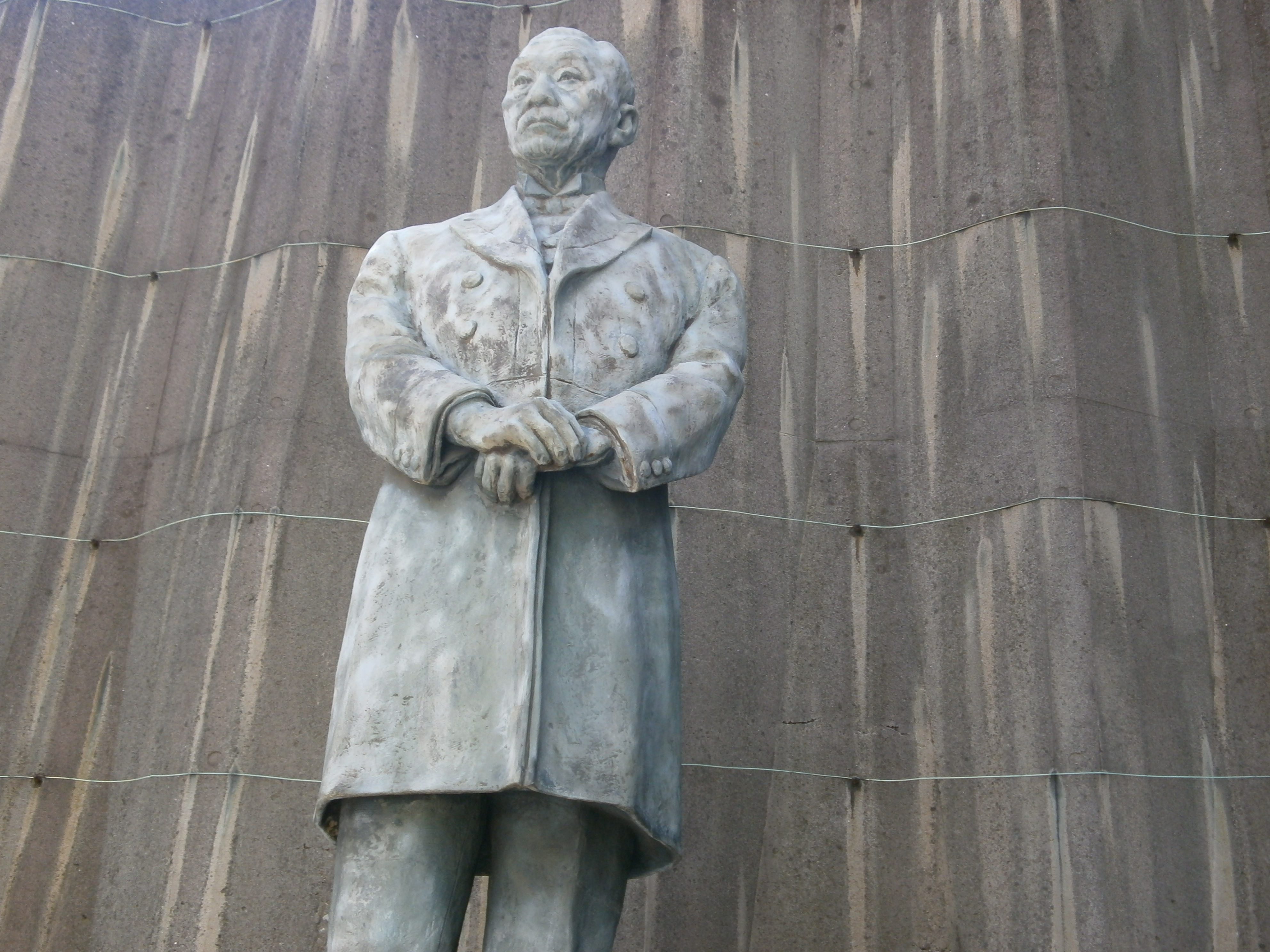
大阪商工会議所の土居通夫像

伊予宇和島藩士の大塚南平祐紀のの六男として生まれる。4歳のとき藩士・松村彦兵衛清武の養子となり保太郎と改名した。少年時代には三好周伯に書道を学び、藩校・明倫館で大阪の越智士亮の弟子である金子春太郎に漢学を学ぶ。12歳からは、窪田清音から免許皆伝を許可された窪田派田宮流剣術師範・田都味嘉門の道場に入門、竹馬の友である児島惟謙と共に剣術修業に励み、16歳正月に初伝目録を授与された。同じころ壱岐三郎太夫に越後流軍学、不川顕賢に算数を学ぶ。17歳で元服、彦六と改めた。
この頃の宇和島藩は海外への関心を強め、高野長英を匿って、蘭学の師に迎えていた。やがて長英に替わり緒方洪庵の高弟である村田蔵六に兵書、砲台の設計を翻訳させていた。家が近かった蔵六の門人である立田春江と親しくなり、長英の門人である大野昌三郎とも交友があったことから蘭学にも関心を持つが、途中で諦める。
22歳で窪田派田宮流の免許皆伝を授与された後、1861年（文久元年）に田都味道場へ坂本龍馬がやってきて、道場に他流試合を申し込まれている。この時に龍馬から「脱藩すればいい、こんな城下で何ができるのか。」と言われる。この時は驚いたが後に脱藩する行動のきっかけとなった。23歳で養家を去り、父の母方の姓である土居を名乗る。

### 剣豪商人
1865年（慶応元年）、勤皇を志して脱藩、土肥真一と改名して大坂に出る。伯父の紹介で大身代の金貸し・高池三郎兵衛家を紹介され、用心棒として奉公、町内の夜景一切を任されるようになるが、剣だけでなく金銭出納の能力を発揮する。半分商人の剣客として大阪で評判になった頃、宇和島で匿われていた薩摩藩の中井弘と再会したことがきっかけで勤皇運動に関わる。鳥羽・伏見の戦いにおいて土佐藩の後藤象二郎配下で活躍、遠からず京が戦乱に巻き込まれるから、その時は宇和島藩邸に米を送ってほしいと、大津の米問屋で依頼する。戦いの後、この功を認められたこと、薩摩藩からの謹白書が出されたことで帰藩する。
王政復古後、宇和島藩主・伊達宗城が議定職外国係と大阪鎮台外国事務を兼務すると、外国事務局大阪運上所に勤務する。ここで外国事務局判事に就任した五代友厚の部下となったことが生涯の重要な方向付けとなる。1869年（明治2年）には大阪府権少参事となった。1872年（明治5年）、親友の北畠治房に誘われて司法省に出仕して兵庫裁判長、大上等裁判長を歴任、児島惟謙と再会する。退官までに井上馨、伊藤博文、大隈重信、大久保利通らとの政界人脈を築くと同時に、住友家、鴻池家ら大阪財界と関係を深めた。
1884年（明治17年）、鴻池善右衛門が府知事・建野郷三へ事業再建のための人材紹介を懇願、建野が五代友厚に相談すると「土居通夫以外にありえない。」と進言される。これにより司法省を退官、鴻池善右衛門家の顧問となり諸事業に参画、「剣豪商人」と言われた。

### 大阪電灯を設立
1887年（明治20年）頃、大阪での本格的な照明を東京に倣ってガス灯にするか、電灯にするか大阪の有力者の間で対立が続いていた。大阪でも東京同様にガス会社の経営を目論むものが多かったが、東京電灯が既設のガス会社の供給区域に侵入して、電灯が増加していくのを見て、ガス灯より電灯が優位ではと主張するものが増えてきた。通夫は電灯派とガス灯派を電灯への斡旋調整を行い、1888年（明治21年）、大阪電灯を設立して初代社長に就任、30年務める。東京、神戸ともに直流を採用していたが、大阪電灯は交流を採用したことが注目された。
1889年（明治22年）には、長崎での発電を計画する二陣営の仲裁に乗り出してまとめ、長崎電灯を設立、初代社長に就任した。
宇治川電気の創立にあたっては、京都電灯に呼びかけて、淀川上流の宇治川水系に水力発電所を設置して、都市部に供給する計画を推進、滋賀県地方の動き、岩谷松平と三者競願の状態に陥ったが、、大阪商船の中橋徳五郎の調整によって、創立委員長として、1906年（明治39年）に京都で宇治川電気株式会社を創立し、1913年（大正2年）に宇治水力発電所（宇治市宇治山田）を完成させると京阪地域への電力供給を開始した。
1892年（明治45年）、日本電気協会関西支部が、東京中心の運営に反発して1913年（大正2年）分離独立し、日本の中央であるとして、土居は大阪に「中央電気協会」を設立した。1914年（大正3年）11月6日、土居を中心に、電灯、電力、電鉄、電機、電線会社等が主体となって、社交組織である関西電気倶楽部を創立、翌年の1914年（大正4年）、中央電気倶楽部に名称変更した。「中央」という名に、東京に対する当時の大阪財界人の気概を感じさせると今に伝えられている。

### 大阪財界の最有力指導者
日本硝子製造、日本生命、大阪毎日新聞、大阪貯蓄銀行（現在のりそな銀行の源流の一つ）、明治紡績、阪鶴鉄道（現・福知山線）、大阪馬車鉄道→浪速電車軌道（現・阪堺電気軌道上町線）、大阪染織、大阪土地建物、京阪電気鉄道など多くの企業の役員に就任した。堂島米穀取引所理事長、大阪銀行取引所理事長、日本電気協会会長、大阪実業協会会長を歴任する。
1894年（明治27年）3月、第3回衆議院議員総選挙に大阪府第2区より立候補して当選したが、半年後の第4回衆議院議員総選挙で議席を失っている。1895年（明治28年）より大阪商業会議所会頭に22年間在任、近代大阪財界の基盤を固めた五代友厚亡きあとの大阪財界最有力指導者として活躍した。
特に1903年（明治36年）の第5回内国勧業博覧会誘致において、東京との激しい招致合戦に勝利、パリに飛びパリ万国博の仕組みを詳細に調査して成功に導いた功績が大きい。
第４回内国勧業博覧会は1895年（明治28年）に平安京遷都1100年記念行事として京都で開かれた際に「以降、内国博は東京、京都、大阪の輪番開催とする」という協定ができて、大阪の順番のはずが、東京開催の運動が強くなり、土居は「協定が無視されることは大阪市民の面目を汚辱するのみならず、帝国商工業の中心地として、世界に認識せられたる大都府の信用も地に墜ちる」と激高し、行政、経済界からなる期成同盟会を結成して巻き返しにでる。自ら鴻池銀行に出向いて運動費を用立て、「大阪121票、東京108票」で逆転勝利、大阪開催を実現した。敷地約38haに農業館、工業館、美術館などが並び、出品点数27万点以上、5か月の会期中に計530万人が来場した。この博覧会の跡地に作られた新世界ルナパークに、周囲の猛反対を押し切ってパリのエッフェル塔を真似た通天閣を建設する。藤沢南岳によって命名された通天閣は、ルナパーク開発会社である大阪土地建物の社長であった土居の名前を入れる意図が含まれているとされる。
1912年（大正元年）10月に京阪電気鉄道社長に就任。1915年（大正4年）秋に勲三等旭日中綬章を受章。1917年（大正6年）、京阪電気鉄道社長、大阪商業会議所会頭在任のまま死去。大阪商工会議所前には「大阪財界中興の祖」として、初代会頭の五代友厚、10代会頭の稲畑勝太郎とともに、土居の銅像が設置されている。
児島惟謙らとともに関西法律学校（関西大学の前身）の創立にも関わるなど、教育・文化面でも活躍している。浄瑠璃は竹本摂津大掾に師事、南画、囲碁、二畳庵桃兮に学んだ俳句も熟達しており、松木淡淡派を継いだ名門俳流「八千房」の八世八千房を継いだ時期があるなど、剣以外にも多芸多才で知られた。

## 栄典
- 1915年（大正4年）11月10日 - 勲三等旭日中綬章[26]

## 家族
五代友厚の三女・芳子を養女とし、1896年（明治29年）、故郷である宇和島藩の藩主・伊達宗徳の五男・剛吉郎(1870 - 1949)を婿にして結婚させて土居家を継がせた。そのため、伊達宗徳はじめ、多くの伊達一族が、土居邸を大阪の定宿にしていた。南方熊楠によると、甥に在英美術商の片岡政行。ロンドンの中心地ハノーヴァー・スクエアで東洋美術の骨董店を手広く営んでいたが、のちに詐欺により日本で逮捕された。浦島太郎の英訳「Urashima: A Japanese Rip Van Winkle」でも知られる。